# Luftinjë
Luftinjë es una unidad administrativa del municipio de Memaliaj, situado en el condado de Gjirokastër, Albania. Según el censo de 2011, tiene una población de 1734 habitantes.
Fue un municipio independiente hasta la reforma administrativa de 2015.  